# 三自宣言
《三自宣言》（全稱《中國基督教在新中國建設中努力的途徑》），是一些中国基督教人士在1950年7月28日發表的公开宣言，宣言称“中國基督教教会及团体彻底拥护共同纲领，在政府的领导下，反对帝國主義、封建主義及官僚資本主義”，“中国基督教过去所倡导的自治、自養、自傳的运动，已有相当成就，今后应在最短期内，完成此项任务。”中国基督教的三自愛國運動從此正式開展。

## 沿革
1949年10月1日中华人民共和国成立後，便開始着手对國內的基督教教会进行社会主义改造。在此前后，全国各地进行了土改运动和没收帝国主义财产的运动。在运动中，拥有一定房地产的宗教寺院、教堂和会所也受到冲击。1950年春，中华基督教青年会全国协会出版组主任吳耀宗、涂羽卿、邓裕志、艾年三及崔宪详等人組團走訪各地教會。由于该团是由基督教中的政协委员召集，故吴耀宗为团长。4月吳耀宗等人又聯同北京、天津部分教會人士共19人（邓裕志、刘良模、涂羽卿、崔宪详、艾年三、赵紫宸、陆志韦、江长川、王梓仲、高凤山、庞辉亭、赵复三、凌俞秀霭、陈文润、刘维诚、杨肖彭、邓锡三、霍培修），與国务院总理周恩來舉行三次會面，反映基督教面临的问题，並提交《關於處理基督教問題的初步意見》，請求共产党政府妥善处理。
周恩來指出：“基督教最大的问题，是它同帝国主义的关系问题。中国基督教会要成为中国自己的基督教会，必须肃清其内部的帝国主义的影响与力量，依照三自（自治、自养、自传）的精神，提高民族自觉，恢复宗教团体的本来面目，使自己健全起来。”早前提交《關於處理基督教問題的初步意見》在吳耀宗倡導下進行修改，後改名呈交国务院批准。
1950年7月28日，吴耀宗、中华基督教女青年会总干事邓裕志、北京燕京大学教授兼宗教学院院长赵紫宸、中华基督教青年会全国协会事工组主任刘良模、中华基督教青年会全国协会总干事涂羽卿、中华基督教会全国总会总干事崔宪详、北京燕京大学校长陆志韦等40名基督教人士聯名發表《中國基督教在新中國建設中努力的途徑》公开信，并征求各地基督教教徒签名。
宣言發表後，首批在宣言上签名表示支持的基督徒有1527位。《人民日報》在1950年9月23日全文刊登了《中國基督教在新中國建設中努力的途徑》，后被称作《三自宣言》。同时发表社論《基督教人士的愛國運動》，指出：“这是基督教人士应有的使中国基督教脱离帝国主义影响而走上宗教正轨的爱国运动。”至1954年，簽名贊成的基督新教徒已達40萬人以上，支持人數佔當時全國教徒的三分之二。但也有一些有影响力的基督教领袖拒绝参加三自教会，后来很多人相继被捕入狱，如王明道。
四川省的天主教神父王良佐亦認同《三自宣言》原則，並於1950年11月發表《天主教自立革新運動宣言》，為中國天主教確立“獨立自主自辦教會”的方針奠下基礎。

## “三自”的概念
「三自」一詞在十九世紀末就已經被使用，用以說明中國宣教運動的一個重要政策。簡單來說，意思是中國的各教會不再從屬於國外的基督教差會或羅馬教廷。
早期用的“自立、自養、自傳”在其後簡稱「三自」，很多的中國教會都或多或少地使用這一政策。比如在1906年開始的中國耶穌教自立會，便主張“有志信徒，圖謀自立、自養、自傳……絕對不受西教會管轄”。另一個代表是王明道建立的基督徒會堂。這些支持「三自」的教會可統稱為中國自立教會。
三自運動中的「三自」指「自治、自養、自傳」，中国政府的诠释與三自教会的实际政策仍有争议性。政府的诠释為：
- 自治，指教会内部事务独立于国外宗教团体之外。中国大陆天主教会自己选举出主教，并通过他们委任各教区的神职人员。中央政府宗教事物部门负责管理。
- 自养，指教会的经济事务独立于政府财政和国外宗教团体之外。不接受外国宗教团体的资助，也不接受来自外国的捐款。国家财政不设立专门的预算用于促进宗教事物，各地方政府也不参与宗教活动。
- 自传，指完全由本国教会的传道人传教和由本国教会的传道人负责解释教义。一切来自境外的传道士，神职人员都被认为是非法行为。政府规定，教会各级教士不得探访居民区和行政区域的居住区传道。

## 宣言所产生的影响
本着三自原则的概念，中国天主教和基督新教的信徒完全隔离于一切中国以外的宗教组织和团体。中国政府对外国宗教团体和机构的任何试探性接触，态度都是一概拒绝。直到中国实行开放政策之前，国內绝大部分的基督徒都在本地教会参与崇拜活动。

### 促使地下教会产生
三自宣言以后，中国各地教会成员陆续加入三自教会，不认可三自的教会则被政府视为非法，遭到取缔。于是继续抵制三自或是之后退出三自的教会陆续被破坏或者转入地下。随着中国逐步开放门户，外国人进入中国的渠道简化不少，很多西方的宗教机构便开始嘗试联系中国内地的信徒。对于罗马天主教，教士阶层雖擁有某些特权，但其地位低于教宗和本地机杼，亦唯有教宗才可以委任教士和行按手礼。教宗作為信徒的领袖，一些天主教徒无法接受承认中国本地主教而不承认罗马天主教机杼的做法。而基督新教方面，一个教会組織的自立程度不是一个原则性的神学问题，但一些信徒认为三自教会接受政府领导，便已不是真正的自立。
中国三自教会的神学理论被很多人认为是属于自由派神学（三自教会自己不使用这种分类法），与福音派神学有很大的差别。不同意三自教会的信徒不少参加地下教会，但地下教会是违反中国政府和中国共产党的各项宗教活动管理条例的。

### 对基督教会发展的影响
虽然传福音对于基督徒来说十分重要，但由于共产党政府是禁止公开传教，亦不允许教会随意发行出版物，所以中国大陆很难看到教士在街上传道，而宗教出版物在数量和种类上也远不及西方国家。由于政府的意识形态和执政党的指导思想是趋向于唯物主义无神论，所以有神论要么被看作唯心主义，要么就是迷信思想。由于所有的共产党员都不能有宗教信仰，所以以共产党员为主体的、趋向无神论的政府不会去主动促进宗教的发展。

## 发起人背景
《三自宣言》的40名发起人中，其中属于基督教青年会和女青年会者达到10人，占总数的1/4。在神學立場方面，只有陳崇桂一人属基要派。各发起人背景如下：
- 各大基督新教宗派
  - 中华基督教会：全国总会总干事崔憲詳、广东协会总干事、广州锡安堂主任胡翼云[12] 、广东协会总干事、广州仁济堂主任牧师汪彼得、广东协会干事、广州惠爱堂主任牧师招觀海、
  - 中华基督教卫理公会：华北年议会监督江长川（華北基督教協合會主席）、福州年议会宗教教育总干事丁先誠、福州华南区教育委员会总干事陳芝美、上海衛理公會牧師吳高梓
  - 浸礼会：上海懷恩堂牧師戚慶才、中华基督教浙沪浸礼议会总干事鮑哲慶
  - 循道公會：湖北教區主席蕭國貴、华南教区主席熊真沛[12]
  - 公理會：北京公理會牧師王梓仲（華北基督教協合會总干事）、龐之焜
  - 中華信義會：上海信義會牧師艾年三
  - 中華基督会：南京中華基督會總幹事邵鏡三
  - 基督教公誼會：上海基督教公誼會主席黎照寰

- 联合机构
  - 中华基督教协进会：干事林永俁、繆秋笙、医事委员会干事王吉民

- 社会服务机构
  - 基督教青年会：全国协会总干事涂羽卿、全国协会副总干事江文汉、全国协会事工组主任刘良模、全国协会出版组主任吴耀宗、天津青年會總幹事楊肖彭、北京青年會副總幹事趙復三、
  - 基督教女青年会：全国协会总干事邓裕志、全国协会执委会主席孙王国秀、北京女青年會董事會主席凌俞秀靄、北京女青年會總幹事陳文潤
- 神學院校：重慶神學院院長陳崇桂、燕京宗教學院院長趙紫宸
- 教會學校：燕京大學校長陸志韋、華中大學校長韋卓民、華西协合大學校長方叔軒、華南女子文理學院院長王世靜、福建協和大學文學院院長檀仁梅、北京匯文中學校長高鳳山、
- 教会医院：上海道濟醫院總務主任劉維誠
- 其他：《天風》編輯鄭建業

## 外部連結
- 《中国教会史》第三部第五章 从改革到三自爱国运动（页面存档备份，存于）